# سيرجيو باردو
سيرجيو باردو (بالإسبانية: Sergio Pardo)‏ هو لاعب كرة قدم تشيلي، ولد في 24 فبراير 1948 في سانتياغو في تشيلي.